# Paul Fanger
Paul Fanger (* 11. April 1889 in Schöningen; † 15. April 1945 ebenda) war ein deutscher Admiral im Zweiten Weltkrieg.

## Leben
Fanger trat am 1. April 1908 als Seekadett in die Kaiserliche Marine ein, absolvierte seine Grundausbildung auf dem Großen Kreuzer Freya und kam nach dem Besuch der Marineschule Mürwik als Fähnrich zur See (seit 10. April 1909) an Bord des Linienschiffes Elsass. Hier wurde er bis zu seiner Versetzung am 2. September 1910 als Divisionsoffizier verwendet. Anschließend versah Fanger über den Ausbruch des Ersten Weltkriegs hinaus bis 30. August 1916 Dienst als Adjutant und Wachoffizier auf dem Linienschiff Deutschland und wurde hier am 27. September 1911 zum Leutnant zur See sowie am 19. September 1914 zum Oberleutnant zur See befördert. Vom 31. August bis 31. Oktober 1916 wurde er zur Verfügung der I. Marine-Inspektion gestellt und dann auf dem Großen Kreuzer Moltke als Wach- und Artillerieoffizier verwendet. Für sein Wirken er beide Klassen des Eisernen Kreuzes sowie das Braunschweiger Kriegsverdienstkreuz II. Klasse.
Nach Kriegsende verblieb Kapitänleutnant Fanger (seit 28. April 1918) an Bord und ging mit dem Schiff in die Internierung nach Scapa Flow. Er kehrte am 18. Dezember 1918 nach Deutschland zurück und kam zunächst in den Stab der Marine-Division Kiel. Vom 14. Juli 1919 bis 15. September 1920 fungierte er als Adjutant und Platzmajor der Kommandantur Kiel und wurde anschließend bis 26. November 1920 als Kompanieführer bei der Küstenwehrabteilung Pillau (Küstenwehrabteilung V) eingesetzt. Anschließend teilte man Fanger dem Schiffsstamm des Linienschiffes Hannover zu und setzte ihn vom 10. Februar bis 28. März 1921 als 2. Artillerieoffizier auf dem Schiff ein. Bis 14. Dezember 1924 war Fanger dann an der Schiffsartillerieschule in Kiel-Wik als Lehrer tätig. Anschließend gehörte er dem Schiffsstamm der Hessen an und war dann bis zum 27. September 1925 2. Artillerieoffizier auf dem Linienschiff. Kurze Zeit darauf war Fanger vom 15. Oktober 1925 bis 30. September 1926 als 1. Artillerieoffizier auf den Leichten Kreuzer Emden. Er kam dann als Referent in den Stab der Inspektion der Marineartillerie und wurde hier am 1. April 1927 Korvettenkapitän. Am 3. Januar 1931 versetzte man ihn in die Marineleitung als Referent der Waffenabteilung (B W). Fanger erhielt dann am 14. Juni 1932 das Kommando über das Artillerieschulschiff Bremse und wurde in dieser Funktion am 1. Oktober 1932 zum Fregattenkapitän befördert. Vom 27. März 1933 bis 25. September 1935 fungierte er als Kommandeur der Schiffsartillerieschule und wurde als solcher am 1. Oktober 1934 Kapitän zur See. Am 30. September 1935 erhielt Fanger das Kommando über das Panzerschiff Deutschland. Mit dem Schiff war er während des Spanischen Bürgerkriegs für die Kontrolle und Sicherstellung der Seewege um die Iberische Halbinsel verantwortlich. Nachdem er das Kommando am 2. September 1937 abgegeben hatte, übernahm die Aufgabe des Festungskommandanten Ostfriesland, ab September 1939 umbenannt in Küstenbefehlshaber Ostfriesland. Am 1. Oktober 1938 folgte die Beförderung zum Konteradmiral.
Fanger verblieb über den Beginn des Zweiten Weltkriegs auf seinem Posten und wurde am 17. Januar 1940 zum Chef des Artilleriewaffenamtes im Oberkommando der Kriegsmarine ernannt. In dieser Funktion wurde er am 1. Dezember 1940 zum Vizeadmiral sowie am 1. Dezember 1942 zum Admiral befördert. Man stellte Fanger ab 4. März 1943 zur Verfügung des Oberbefehlshabers der Kriegsmarine, verlieh ihm einen Tag später das Deutsche Kreuz in Silber und verabschiedete ihn am 31. Mai 1943 aus dem aktiven Dienst. Ab 15. August 1944 wurde er als z.V.-Offizier wiederverwendet, bis 1. April 1945 als Inspekteur der Küsten- und Schiffsartillerie beim Marineoberkommando Norwegen eingesetzt und dann endgültig in den Ruhestand verabschiedet.
Fanger kam beim Einmarsch US-amerikanischer Truppen in seinem Heimatort am 15. April 1945 ums Leben.